# Torre de televisió de Tbilisi
La Torre de radiodifusió de televisió de Tbilisi (georgià: თბილისის ტელეანძა, tbilisi teleandza) és una torre independent utilitzada per a comunicacions. La torre està situada a Tbilisi, Geòrgia, i va ser construïda el 1972. L'estructura precedent, construïda el 1955, es va traslladar a la rodalia de la ciutat de Gori.
La torre està operada per "Georgian Teleradiocenter", que es va establir el 1955. Els sistemes de comunicació de la torre inclouen emissions regulars, MMDS, cercapersones i cel·lular, televisió comercial i repetidor de ràdio amateur. La torre fa 274,5 m d'alçada en una muntanya a 719,2 m sobre el nivell del mar.